# Shilese Jones
Shilese Jones, född 26 juli 2002 i Seattle, är en amerikansk gymnast.

## Karriär
Vid världsmästerskapen i artistisk gymnastik 2022 tog hon silver i såväl mångkampen som i barr. Hon ingick också i det amerikanska laget som tog guld vid samma mästerskap Vid världsmästerskapen i artistisk gymnastik 2023 tog hon brons i såväl mångkampen som i barr. Hon ingick också i det amerikanska laget som tog guld vid samma mästerskap.